# Tijgersgracht
De Tijgersgracht (ook Tijgergracht) in Batavia in voormalig Nederlands-Indië was ten tijde van de VOC de voornaamste gracht van deze stad. De gracht liep vanaf de Amsterdamse Poort bij kasteel Batavia parallel van de Grote Rivier door het centrum langs het stadhuisplein en het stadhuis en sloot aan op de kronkelende Groote Rivier. De gracht kende vier stenen bruggen en een houten brug.
De gracht was aan weerszijden voorzien van kanariebomen. Aan de gracht hebben diverse notabelen gewoond. De gracht is vernoemd naar de destijds tot 1762 daar veel voorkomende Javaanse tijger. Ook de andere hoofdgrachten in een rechthoekige grid werden vernoemd naar het tropische dierenrijk, waaronder de Kaaimans-, Leeuwinne- en Rhinocergracht.  In totaal had Batavia 16 grachten.
De gracht werd geroemd door dichters en wereldreizigers. Zo dichtte Jan de Marre:
De Tygersgracht, waar op Batavië mag roemen,

En zich om dit sieraad de pronk van 't Oosten noemen,

Werd van ons eerst beschouwt, daar zij, zo rijk bevrucht,

Een reeks Paleizen trots doet stijgen in de lucht,

En prijkt, ten einde toe, met schoone Bouwjuweelen,

Wier witte muuren en doorwrochte kapiteelen,

Verrijkt en opgesierd met lijstwerk en festoen,

Beschaduwd door een dreef van eeuwig lentegroen,

Den geest des vreemdelings verbaazen door dien luister.— Jan de Marre
Door uitbraken van malaria en slechte waterkwaliteit werd Oud-Batavia eind 18e eeuw door notabelen verruild voor het hoger gelegen Weltevreden waar in 1808 door Daendels ook de gouvernementszetel naartoe verplaatst werd. Rond 1810 werd de Tijgersgracht gedempt. Op de voormalige gracht bevindt zich de Jalan Lada.

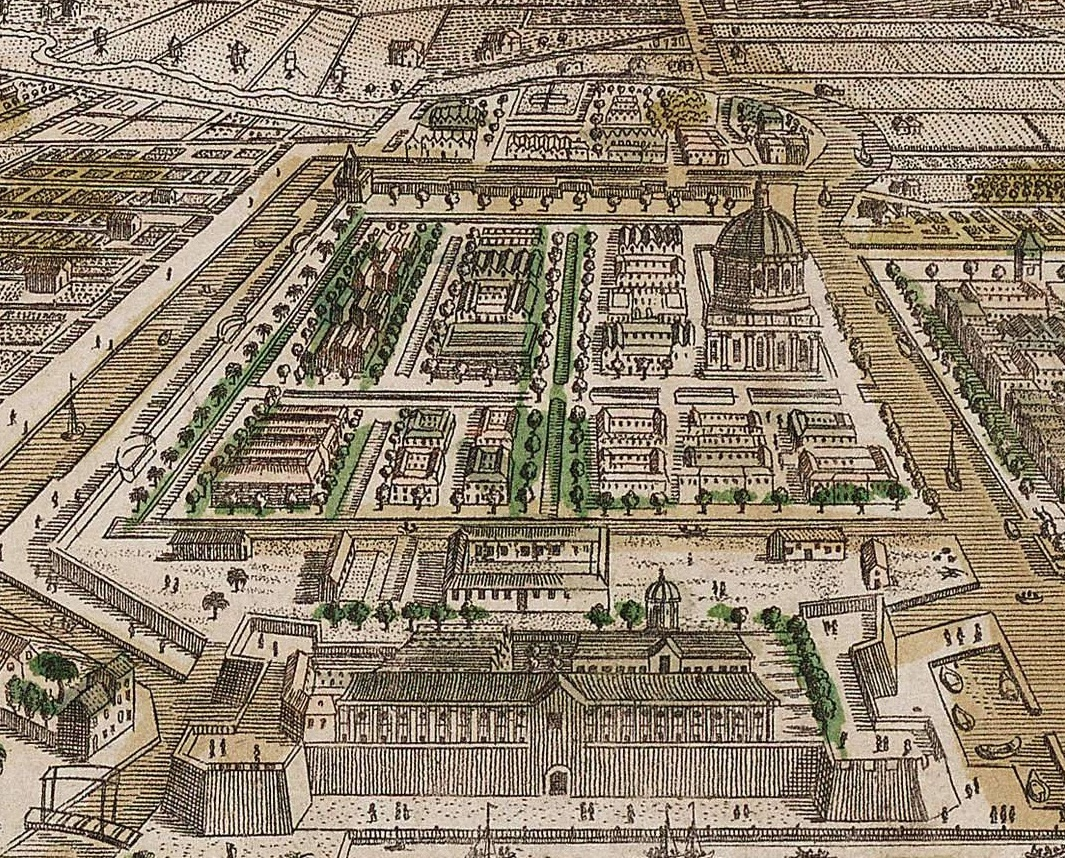
Vogelvluchtperspectief van de stad met in het midden vanaf het kasteel de Tijgersgracht.
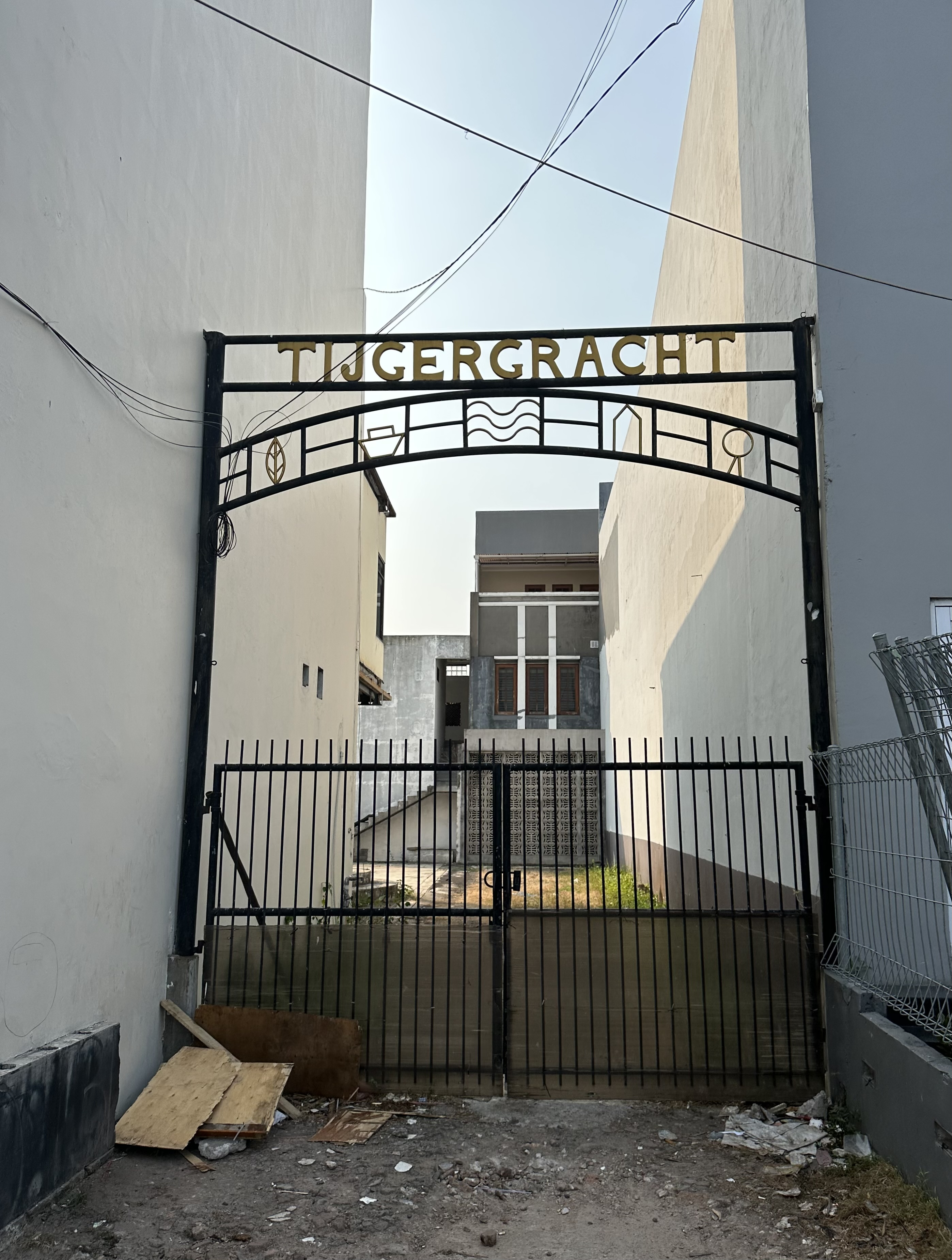
Hekwerk waar destijds de Tijgersgracht zich bevond
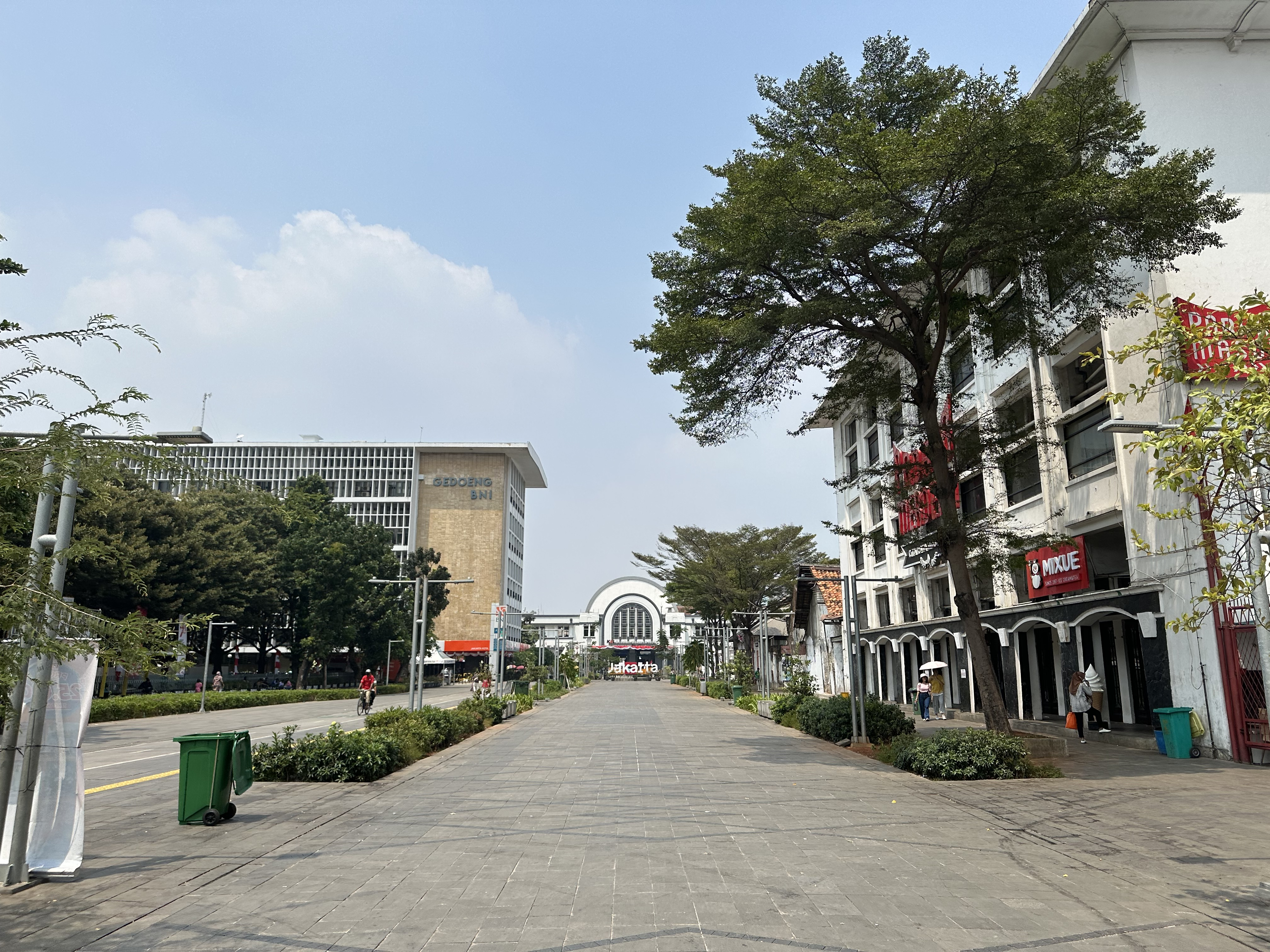
Jalan Lada, de gedempte Tijgersgracht in 2023

## Bekende bewoners
- Abel Tasman[2]
- Cornelis van Senen
- Cornelia van Nijenroode
- Jeremias van Riemsdijk[3]